# 五车四
五车四，即御夫座θ（θ Aur, θ Aurigae）是一个位于御夫座的联星系统，距离地球约173光年。
五车四的主星是一颗白色A-型主序星，视星等为+2.7。它的伴星是一颗黄色G-型主序星，视星等为+7.2，距离主星3.5角秒。五车四还有一颗11等的目视双星五车四C，距离五车四49角秒，它们之间没有任何物理联系，只是恰好在天球中位于同个地方。五车四联星系统的总平均视星等为+2.65，它是一颗猎犬座α²型变星，视星等在+2.62至+2.70之间变化，光变周期1.37天，
在中国古代星官系统中，它属于西方白虎七宿毕宿的星官五车第四星，这也是五车四名字的来由。在西方，它被称为Bogardus或Mahasim。Mahasim这个名字来自于阿拉伯语المِعْصَم(al-micşam)，意思为“（战车的驾驭者）的腕部”，这个名字和御夫座η（即柱三）分享。